# Xanthorrhoea australis
Xanthorrhoea australis R.Br. è una pianta della famiglia delle Asphodelaceae, endemica dell'Australia.

## Descrizione
È una pianta perenne con fusto alto sino a 3 m e largo sino a 1 m, talora ramificato.

Le foglie, di colore verde glauco, filiformi, lunghe 30–140 cm, sono disposte a spirale all'apice del fusto.

I fiori sono riuniti in una infiorescenza eretta a spiga di colore bruno, lunga 1–3 m. Ciascun fiore, di colore bianco crema, è circondato da brattee foliari prominenti.

## Distribuzione e habitat
La specie è diffusa in Australia sud-orientale (Tasmania, Victoria, Nuovo Galles del Sud, Territorio della Capitale Australiana e Australia Meridionale.

## Usi
Dal fusto di X. australis viene estratta la scialacca, una resina vegetale di colore giallastro, tradizionalmente utilizzata dagli aborigeni australiani come adesivo per la riparazione di oggetti, e attualmente impiegata per la creazione di vernici e lacche e per la realizzazione di fuochi pirotecnici.